# Liverpool (Australia)
Liverpool (21 000 ab. nel 2006) è una città dell'Australia, nel Nuovo Galles del Sud, capoluogo dell'omonima Local Government Area.
Situata a circa 30 km a SO di Sydney, la città fu fondata nel 1810 da Lachlan Macquarie e intitolata a Lord Robert Liverpool, ed è il quarto insediamento urbano più antico del continente australiano.

## Storia
L'area oggi nota con il nome di Liverpool era originariamente abitata da popolazioni aborigene di vario ceppo, i confini dei cui possedimenti erano marcati dal Georges River, fiume che bagna Sydney; si presume che tali popolazioni vivessero in tale luogo da almeno 40.000 anni.
La città fu fondata nel 1810 dall'allora governatore dell'Australia Lachlan Macquarie; all'epoca esistevano nella colonia solo tre città: due sul continente, Sydney e Parramatta e una in Tasmania, Hobart: il nuovo insediamento fu intitolato al segretario alla Difesa e alle Colonie dell'Impero britannico, il Lord Robert Banks Jenkinson, II conte di Liverpool.
Tra i primi edifici costruiti, quelli religiosi e istituzionali: nel 1818 la chiesa anglicana di San Luca, a seguire la scuola superiore e l'ospedale, tutti realizzati dall'architetto coloniale Francis Greenway.
Nel 1848 fu istituzionalizzato un consiglio cittadino e nel 1856 la città fu raggiunta dalla ferrovia e due anni più tardi dal telegrafo: iniziò così la trasformazione da centro periferico a importante città dello Stato; nel 1872 l'area fu promossa a Comune ed ebbe il suo primo sindaco, Richard Sadleir.
Nel corso della Grande Guerra la città fu adibita a centro di addestramento truppe e luogo di permanenza dei prigionieri di guerra tedeschi; anche nel corso del conflitto successivo l'area servì come luogo di addestramento e di casermaggio truppe; più in generale l'esercito australiano è sempre stato presente a Liverpool con guarnigioni e caserme.
L'area di Liverpool, la cui superficie è di 305 km², è tuttora in gran parte rurale, anche se commercio e industria sono piuttosto sviluppate.

## Aspetti demografici ed economici
L'area amministrativa di Liverpool ha il suo capoluogo comunale e centro amministrativo nel sobborgo propriamente detto di Liverpool, che conta circa 12 000 abitanti; in proporzione sulla popolazione, Liverpool è l'area più giovane d'Australia, vantando la miglior percentuale del Paese di abitanti sotto i 45 anni rispetto alla popolazione totale dell'area; al 2009 più di 62 000 abitanti dell'area, il 38% del totale, risulta nato fuori dall'Australia: i Paesi dai quali provengono i quattro maggiori gruppi di immigrati sono Figi, Vietnam, Iraq e Libano.
In ragione di ciò, oltre all'inglese, sono molto parlati l'arabo e il vietnamita; in buona percentuale (maggiore di quella parlata a Sydney) anche l'hindi e l'italiano.
Gli aborigeni sono circa l'1% della popolazione totale dell'area.
Circa l'84% della popolazione ha dichiarato di appartenere a una religione.
Il gruppo religioso più consistente è quello cristiano (circa il 65% della popolazione, la metà dei quali cattolici, un quinto anglicani e poco più di un decimo ortodossi); circa l'8,5% della popolazione è musulmana, e poco meno del 6 per cento è buddista.

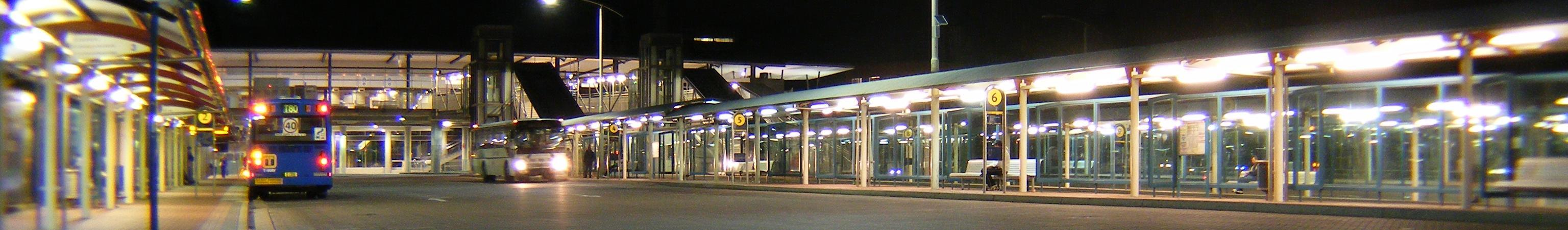
Stazione delle autolinee extraurbane di Liverpool

Circa il 70 per cento della popolazione attiva lavora fuori da Liverpool; quanto agli impieghi, al 2006 più del 17% della popolazione svolgeva una mansione amministrativa o di concetto, poco meno del 17% era impiegato nel commercio o in lavori tecnici e circa il 14% era libero professionista; poco sopra il 10% figuravano lavoratori manuali e operai specializzati, meccanici e autisti; tra il 9 e il 10 per cento agenti di commercio e dirigenti; la quota di senza lavoro era circa il 7%.

## Società

### Istituzioni, enti e associazioni
La città si compone di due entità amministrative, North Ward e South Ward; ognuna di esse è composta di vari sobborghi.
Il sobborgo propriamente chiamato Liverpool, come detto sede amministrativa del distretto, si trova nel North Ward.
Il sindaco viene eletto dalla totalità dei cittadini, e ognuna delle due entità amministrative esprime cinque consiglieri ciascuno al consiglio comunale.
Dalle elezioni più recenti, quelle del 2008, dal punto di vista della composizione politica, la città è retta da Wendy Waller, del partito Laburista; laburisti sono anche altri quattro consiglieri, mentre tre appartengono al partito Liberale, due (compreso il vicesindaco) alla lista civica Liverpool Community Independents Team e uno è indipendente.
Liverpool è sede del distretto elettorale omonimo, che comprende anche le divisioni amministrative di Ashcroft, Cartwright, Green Valley e Warwick Farm; storicamente laburista, dal 1950 tale collegio ha sempre espresso un deputato di tale partito al Parlamento del Nuovo Galles del Sud.

## Amministrazione

### Gemellaggi
- Liverpool Regno Unito
- Toda

Nel 1992 Liverpool siglò un accordo di gemellaggio e di mutuo scambio con la giapponese Toda e con la sua omonima, e più nota, città del Regno Unito.
Il gemellaggio trova pratica applicazione nel periodico e reciproco scambio di studenti, e di visite reciproche di sportivi, esponenti della cultura e professionisti al fine di favorire lo sviluppo economico e culturale delle città coinvolte, favorire l'amicizia tra studenti di Paesi diversi e apprendere la storia, la cultura e gli usi di altri popoli.